# Großsteingräber bei Dassendorf
Die Großsteingräber bei Dassendorf waren zwei oder drei (laut historischer Karte von 1881 sechs) megalithische Grabanlagen der jungsteinzeitlichen Nordgruppe der Trichterbecherkultur bei Dassendorf im Kreis Herzogtum Lauenburg in Schleswig-Holstein. Sie wurden im 19. und frühen 20. Jahrhundert sukzessive zerstört. Ihre Überreste wurden 1888–1892 archäologisch untersucht.

## Lage
Das Gräber lagen nahe beieinander in einem Waldstück nordwestlich bei Dassendorf um das westliche Ende des heute bebauten Müssenwegs. Grab LA 26 war das südlichste. Benachbarte Großsteingräber sind die nördlich von Dassendorf gelegenen, mehrheitlich noch erhaltenen Großsteingräber im Sachsenwald.

## Forschungsgeschichte
Die Gräber wurden erstmals 1888–1892 von W. Andresen untersucht und beschrieben. Zu dieser Zeit waren bei zwei Gräbern bereits die meisten Steine entfernt worden, während von dem möglichen dritten Grab nur noch letzte Reste zu erkennen waren. Andresen hinterließ über seine Grabung nur Tagebucheinträge. Diese wurden erst 1951 von Karl Kersten für eine Monografie zu den vor- und frühgeschichtlichen Denkmälern des Kreises Herzogtum Lauenburg ausgewertet. Kersten gibt an, dass die Reste der beiden besser erhaltenen Gräber in den 1920er Jahren noch zu erkennen waren. Bei seiner eigenen, späteren Begehung des Standorts konnte er sie aber nicht mehr ausfindig machen. Kersten erfasste die Anlagen unter den Nummern Dassendorf LA 26–28.

## Beschreibung

### Grab LA 26

#### Architektur
Diese Anlage besaß ein langgestrecktes, etwa nord-südlich orientiertes Hünenbett mit einer Länge von 32 Schritt (ca. 24 m) und einer Breite von etwa 6 Schritt (ca. 4,5 m). Die Hügelschüttung war flach gewölbt. Sämtliche Umfassungssteine waren bei Andresens Untersuchung bereits entfernt worden. In der Mitte des Hügels und am südlichen Ende stellte Andresen tiefe Gruben fest, die er als Standorte zerstörter Grabkammern interpretierte. Auch hier waren sämtliche Steine entfernt. Das ursprüngliche Aussehen der Kammern ließ sich nicht mehr rekonstruieren.

#### Funde
In der Hügelschüttung fand Andresen mehrere Keramikscherben.

### Grab LA 27

#### Architektur
Diese Anlage besaß ein langgestrecktes, etwa nord-südlich orientiertes Hünenbett mit einer Länge von 54 Schritt (ca. 41 m) und einer Breite von etwa 6 Schritt (ca. 4,5 m). Von der Umfassung waren bei Andresens Untersuchung noch einige Steine an der nördlichen Schmalseite und den beiden Langseiten erhalten. Am südlichen Ende des Hünenbetts stellte Andresen eine große Grube fest, in der sich ursprünglich eine Grabkammer befunden hatte. Von ihr waren nur noch zwei Wandsteine erhalten. Im Nordteil des Hünenbetts lagen zwei weitere Gruben, eventuell Standorte weiterer, vollständig zerstörter Grabkammern. Das ursprüngliche Aussehen der Kammern ließ sich nicht mehr rekonstruieren. Heute ist es ein überbautes Wohngebiet.

#### Funde
Bei einer Nachgrabung fand Andresen hier einige Keramikscherben.

### Grab LA 28

#### Architektur
Andersen untersuchte auch eine dritte Struktur, die sich als längliche Bodenerhöhung abzeichnete und den Eindruck eines bereits überpflügten Hünenbetts machte. Angaben zu den Maßen und der Orientierung dieser Struktur liegen nicht vor. Andresen fand hier mehrere kleine Steinsetzungen, konnte aber keine Reste einer steinernen Umfassung oder einer Grabkammer feststellen. 

#### Funde
Andresen fand hier mehrere Keramikscherben, von denen mindestens eine in die Bronzezeit datiert.